# Pratap Chandra Chunder

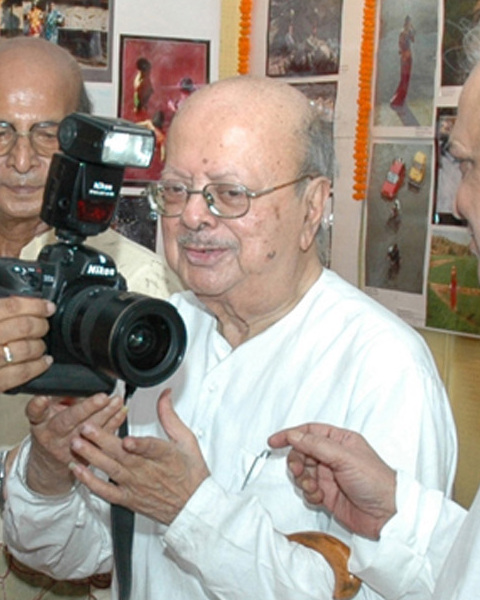
Pratap Chandra Chunder, 2006

Pratap Chandra Chunder (* 1919; † 1. Januar 2008 in Kalkutta, Westbengalen) war ein indischer Politiker und Autor. Der Sohn des Unabhängigkeitsaktivisten Nirmal Chander Chunder studierte Geschichte und Jura an der University of Calcutta.
In der Regierung von Morarji Desai war er von 1977 bis 1980 Kabinettsminister mit Aufgaben im Bereich Bildung und Soziales.
Chunder schrieb historische Romane und Dramen, darunter Bubhuksha, Smrtira Alinde, Glimpses of Indian Culture: Ancient and Modern und Kautilya on Love and Morals.

## Werke
- Bubhukshā. Prabhā Prakāśanī, Kalakātā 2004, ISBN 8186964754.
- Smrtira alinde. Nabapatra Prakāśana, Kalakātā 2003, ISBN 8180650022.
- Kautilya on love and morals. Gian Publishing House, Delhi 1987, ISBN 8121200962.